# 齋藤ルミ子
斉藤 ルミ子（さいとう るみこ、3月11日 -  ）は、日本のタレント。宮崎県出身。ハッピーミュージック所属。

## 来歴・人物
1983年、原宿の歩行者天国で「まねっこ族」のメンバーとして松田聖子のものまねをしていたところをスカウトされる。フジテレビの『ものまね王座決定戦』にレギュラー出演し、第13回爆笑スターものまね王座決定戦スペシャルでは優勝を果たした。
物まね以外にはテレビ、ラジオ、CMなどで幅広く活躍している。
2023年5月21日放送の『蛙亭イワクラ使節団』（テレビ宮崎）によると、コロナの影響もあり在宅介護も兼ねて帰郷。その翌年に父親が死去する。鹿児島でカラオケ店をしていたおば（伯母か叔母は不明）の勧めもあり、2年前に白血病で亡くなった親友との「いつか一緒にスナックをやろう」という約束を果たすためにも去年ものまねパブを開いた。
松田聖子とは生年月日が1日違い（松田は1962年3月10日生まれ）。

## レパートリー
- 松田聖子
- 松本伊代
- あべ静江
- 平山みき
- 伊東ゆかり
- 天地真理
- 山口百恵
- 工藤静香
- NOKKO
- シンディ・ローパー
- 美空ひばり
- 小柳ルミ子
- 大場久美子
- 小川知子
- 華原朋美
- ダニエル・ビダル
- 夏木マリ
- 本田美奈子
- 沢田知可子
- 南沙織
- 阿川泰子
- 奥村チヨ

など

## 主な出演

### テレビ
- ものまね王座決定戦（フジテレビ）
- オールスター爆笑ものまね紅白歌合戦!!（フジテレビ）
- 爆笑そっくりものまね紅白歌合戦スペシャル（フジテレビ）
- 北野タレント名鑑（フジテレビ） - PRタイム獲得
- 金曜バラエティー「清水アキラとものまね猿軍団!?」（NHK）

### 映画
- 銀のエンゼル

## 音楽
CDシングル
- 裸足のSweet Memories（ビクター音楽産業）

マキシシングル
- 涙色の花びら（OFFICE KOKORO）